# Sebastião Veira
 Sebastião Veira  (Castro Daire, 20 januari 1574  – Edo, 6 juni 1634) was een Portugese jezuïet, die die als missionaris werkzaam was voor de missie van de jezuïeten in Japan. Viera had zich in 1591 aangesloten bij de Sociëteit van Jezus. Na zijn noviciaat studeerde hij in Évora. In 1602 vertrok hij naar de Portugese enclave Macau. In de twee jaar van zijn eerste verblijf daar was hij verbonden aan het kort daarvoor door Alessandro Valignano gestichte St-Paulus college, waar hij belast was met het toezicht op novicen. In die periode was op het college ook Cristóvão Ferreira werkzaam, die enkele decennia later de meest controversiële apostaat in de geschiedenis van de orde zou worden.

## Achtergrond
In 1549 was met de aankomst van Franciscus Xaverius als eerste missionaris in Kagoshima op het eiland Kyushu de missie in Japan begonnen. Xaverius en zijn opvolgers wisten in enkele decennia een spectaculair groot aantal bekeringen te maken. Rond 1600 zou er sprake zijn van ruim 230.000 Japanse christenen. Begin zeventiende eeuw werd de missie van de jezuïeten in Japan ook gezien als de belangrijkste en meest prestigieuze onderneming van de orde. Tot eind zestiende eeuw waren de jezuïeten de enige religieuze orde die in Japan aanwezig was. In die periode werd het in Spaans bezit zijnde Manilla op de Filipijnen een centrum voor de trans-Pacifische handel. Als gevolg daarvan werd ook Japan steeds meer een bestemming voor Spaanse schepen. In het kielzog daarvan werd de aankomst in Japan van franciscanen en dominicanen onontkoombaar. Met name die verovering van de Filipijnen werd door een aantal Japanners gezien als een signaal dat verovering en missie onlosmakelijk met elkaar verbonden waren. Omstreeks 1600 vonden al de eerste vervolgingen plaats. In 1614 werd de uitoefening van het christendom in Japan verboden en kregen de missionarissen opdracht het land te verlaten. Er waren toen ongeveer 150 Europese missionarissen in het land, waarvan het grootste deel nog steeds jezuïeten. Portugese schepen konden  tot 1639 in Japanse havens handel drijven.

## Nagasaki, Macau en Rome
In 1604 was Viera naar Japan vertrokken en was als missionaris actief in de omgeving van Nagasaki. Hij werd tevens procurator van de jezuïeten in Japan. In het canoniek recht is dat de functionaris die verantwoordelijk is voor het financieel beheer van de orde in een (deel van het) missiegebied. In 1614 werd het bevel uitgevaardigd, dat de missionarissen Japan dienden te verlaten. Een aanzienlijk deel bleef, maar Viera vertrok naar Manilla. In 1615 keerde hij terug naar Japan, verbleef daar tot in 1619 en ging vervolgens terug naar Macau. Vanaf dat jaar was hij procurator voor de gehele provincie Japan van de jezuïeten. In 1623 werd hij door de overige jezuïeten in Macau gekozen om naar Rome te reizen.
De reis naar Rome had een aantal doeleinden. Het eerste doel was de Romeinse Curie te informeren over het werk en de omstandigheden van de jezuïeten in Japan. Tot 1618 had het missiegebied China een integraal onderdeel uitgemaakt van de provincie Japan van de jezuïeten. In dat jaar was besloten tot een administratieve scheiding van de missiegebieden en werd ondanks hevige oppositie van de jezuïeten in Japan een aparte vice-provincie China gecreëerd. De reis van Viera was ook bedoeld om de grote onvrede van de jezuïeten verbonden aan de missie in Japan te communiceren. Het belangrijkste doel was echter fondsenwerving, waarmee geld bedoeld werd dat niet voor de missie in China bestemd kon worden en het rekruteren van nieuwe missionarissen voor de missie in Japan.
Viera trachtte ook een pauselijk verbod te verkrijgen op de pogingen van franciscanen, dominicanen en augustijnen om vanuit Manilla – ondanks het Japanse verbod – het land toch binnen te komen.  De jezuïeten in Japan en Macau beschouwden Japan nog steeds als hun exclusieve missiegebied. Zij waren daarnaast van opvatting, dat die pogingen alleen maar leidden tot steeds scherpere vormen van vervolging in Japan. Het enige waarin Viera echt succesvol was, betrof de rekrutering. Hij rekruteerde veertig jezuïeten voor de missie. Er zou er slechts een van hen in slagen Japan ook werkelijk binnen te komen.

## Terug in Macau
Viera was eind 1629 terug in Macau. Hij bekleedde daar opnieuw de functie van procurator. In deze periode kreeg hij een hevig conflict met André Palmeiro, de in Macau residerende  visitator (inspecteur) van de provincie Japan en de vice-provincie China van de jezuïeten. De vice-provincie was aanzienlijk armer dan de provincie Japan en was voor een belangrijk deel van de inkomsten afhankelijk van die provincie. Bij de administratieve scheiding was vastgelegd, dat de provincie Japan jaarlijks een vastgesteld bedrag aan de vice-provincie moest overmaken. Viera begon als procurator zich hier tegen te verzetten en wist hiervoor onder de jezuïeten in Macau verbonden aan de Japanse missie veel steun te verwerven. Hierbij speelde een rol, dat veel van hen  de missie van de jezuïeten in China als ondergeschikt zagen. Nog steeds zagen veel jezuïeten de missie in Japan als de meest succesvolle in de historie van de orde.
Daarnaast was er bij de missie in Japan een vrijwel unaniem oordeel, dat de jezuïeten in China in hun missiestrategie gericht op het accommoderen van daar aanwezige opvattingen en gebruiken in de uitoefening van het christendom veel te ver waren gegaan. Begin 1632 escaleerde het conflict als Viera een consultatie eist van alle priesters in Macau voordat hij bereid is geld  over te maken. André Palmeiro wist dat te voorkomen en uiteindelijk het conflict te bezweren. Het gevolg was een ernstige reprimande aan Viera die aan de generaal-overste van de orde werd gemeld.

## Laatste periode in Japan

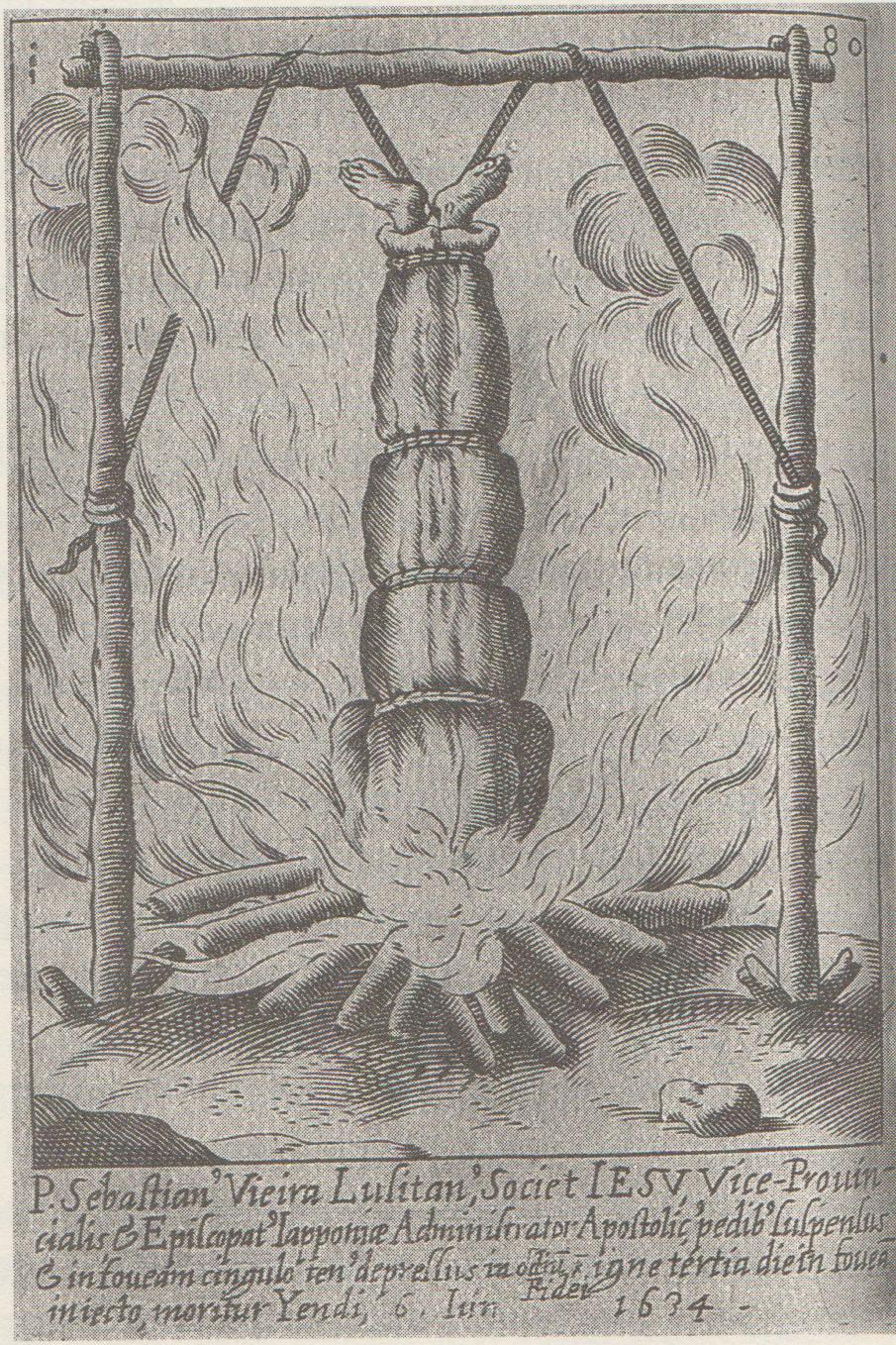
Sebastião Veira hangt in de put

Viera had vanaf 1629 aangekondigd terug te keren naar Japan. Het beleid van de Japanse overheid was vanaf 1623 steeds harder geworden en was nu gericht op een vernietiging van het christendom in het land. Een steeds verder afnemend aantal missionarissen kon alleen in het diepste geheim en ondergronds werken. Portugese schepen die nog steeds in Japan handelden weigerden hem passage en Viera vertrok in 1632 dan ook eerst naar Manilla. Uit bewaard gebleven brieven van Viera uit Manilla wordt duidelijk, dat hij zich volledig bewust was van de risico's van een terugkeer naar Japan. In die brieven komt een wens voor in Japan de martelaarsdood te sterven.
Viera boekte passage op een Chinees schip naar Nagasaki. Hij had de kapitein een groot bedrag betaald om er zeker van te zijn, dat hij de enige Europeaan zou zijn, maar na enige dagen op zee ontdekte hij dat er ook  drie dominicanen aan boord waren. De moeilijkheden die dat gaf maakten de bemanning zeer onrustig. Het resultaat was, dat Viera en de dominicanen in augustus 1632 aan land worden gezet bij een volstrekt verlaten deel van de Gotō-eilanden.
Onmiddellijk na de landing op de Gotō-eilanden verliet Viera de drie dominicanen. Die werden na twee dagen gearresteerd en geëxecuteerd.  De Japanse inquisitie was snel op de hoogte van de aankomst van Viera in Japan. Hij wist echter zijn arrestatie ruim een jaar te vermijden. Gedurende die periode voer Viera met hulp van Japanse christelijke vissers langs de kust, waarbij het schip diende als geïmproviseerde kapel. In die periode wist hij ook een bericht naar Macau te (laten) smokkelen over de arrestatie van Cristóvão Ferreira, de spil in het ondergrondse netwerk van missionarissen in Japan. Ondanks het conflict van het jaar daarvoor benoemde André Palmeiro  Viera nu tot provinciaal van de orde in Japan. Eind december 1633 werd hij gearresteerd.
In maart en april 1634 bezocht een Portugese legatie Edo in de hoop de handelsbetrekkingen met Japan te kunnen blijven onderhouden. Leden van de legatie slaagden erin de ook in Edo gevangen gehouden Viera te bezoeken en konden enige brieven van hem meenemen. In de laatste brief van 6 april 1634 betreurde hij dat hij slechts een lichaam had en dus ook slechts eenmaal de martelaarsdood kon sterven.  Zelfs als ik honderd lichamen had, zou dat niet genoeg zijn. Ik zou duizend lichamen wensen waarin ik in staat was zoveel mogelijk te lijden .
Vanaf 3 juni werd Viera gefolterd met de ana-tsurushi (hangen in de put). Hierbij werd de gemartelde met het hoofd naar beneden en met de armen op de rug gebonden neergelaten in een put. Om te voorkomen dat door de toevoer van bloed naar het hoofd men snel het bewustzijn zou verliezen, werden incisies aan de slapen gemaakt. De methode werd uitsluitend toegepast op christenen en was bedoeld om die tot apostasie te brengen. Na drie dagen leefde Viera nog en werd besloten hem te doden door zijn hoofd in brand te steken.